# Bad Fischau-Brunn

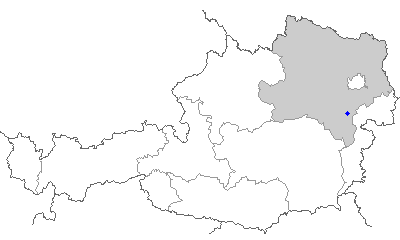
Localización

Bad Fischau-Brunn es una localidad de austríaca, en el distrito de Wiener Neustadt-Land en la Baja Austriaria. Su población es de 2688 habitantes en 2002. Está situada a unos 50 km al sur de Viena en el borde de la cuenca vienesa.
Bad Fischau-Brunn está dividido en dos Katastralgemeinden:
- Bad Fischau
- Brunn an der Schneebergbahn.

## Historia
Los rastros más antiguos de asentamiento en la zona del municipio se remontan a la cultura Hallstatt (siglo VIII-siglo VI a. C.). Una calzada romana pasaba por la zona, y las fuentes de Fischau ya se utilizaban en la época romana. El nombre de Fischau se mencionó por primera vez en el siglo IX. Se mencionó como ciudad mercado en 1166, y también fue sede de la casa de la moneda. Sin embargo, perdió su importancia después de que Wiener Neustadt, fundada a finales del siglo XII, se convirtiera en el lugar de la ceca
La explotación de los manantiales minerales de Fischau tomó auge en 1872, cuando se abrió el balneario (Kristalltherme). Fue reconstruido y ampliado a su estado actual en 1900. En 1929 se añadió al nombre el prefijo "Bad" (ciudad balnearia). La actual ciudad mercado se formó en 1969 mediante la fusión de los municipios de Brunn an der Schneebergbahn y Bad-Fischau.